# Villa Tugendhat

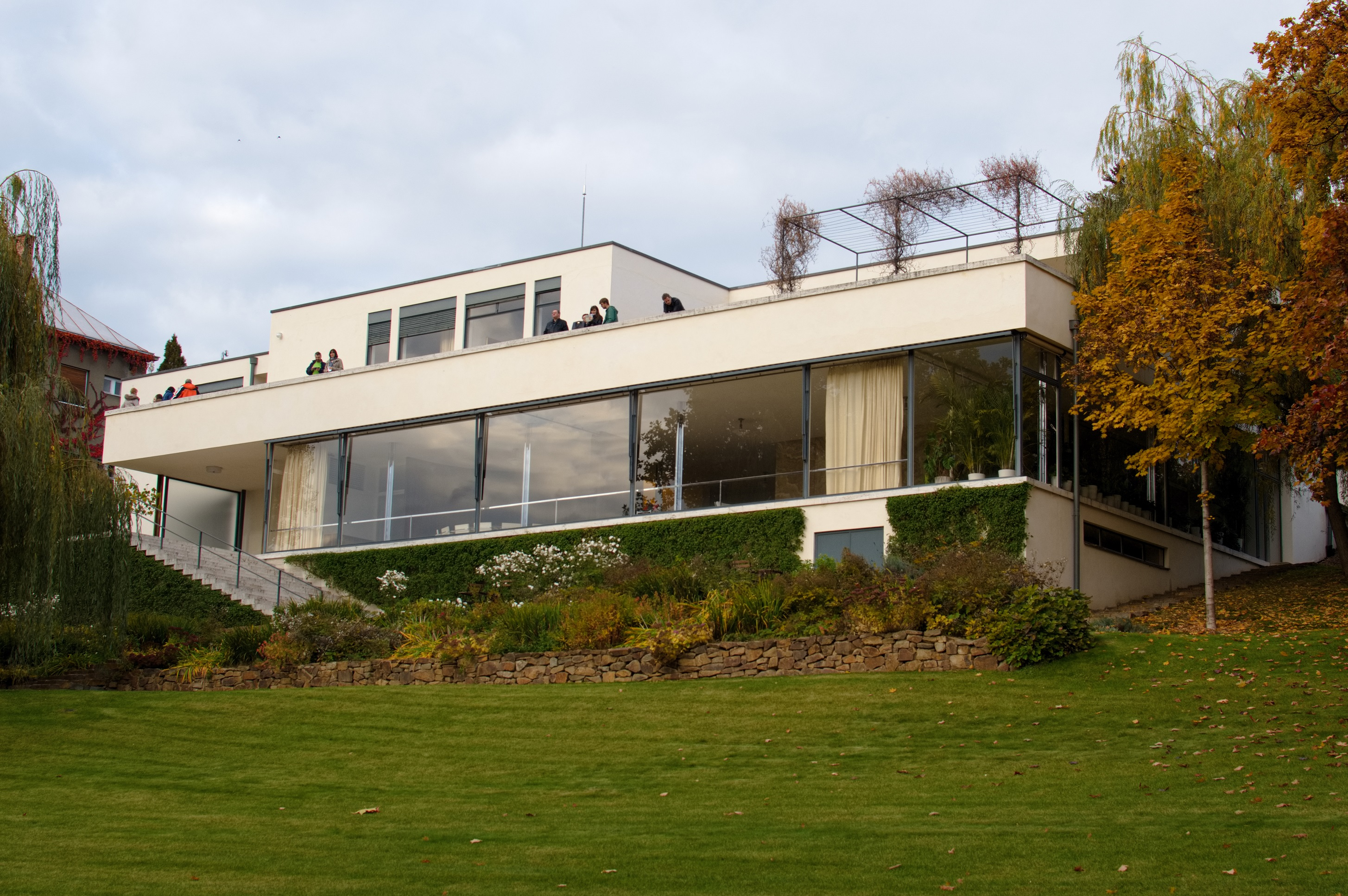
Villa Tugendhat, Gartenseite in Hanglage, 2015

Die Villa Tugendhat ist ein von 1929 bis 1930 in Brünn nach Plänen des Architekten Ludwig Mies van der Rohe errichtetes Wohnhaus für das Unternehmer-Ehepaar Fritz und Grete Tugendhat, die Eltern des deutschen Philosophen Ernst Tugendhat und der Kunsthistorikerin Daniela Hammer-Tugendhat. Das Bauwerk gilt als das berühmteste Bauwerk der Moderne in Brünn und entstand gleichzeitig mit Mies’ Barcelona-Pavillon. Die Villa wird zu den bedeutendsten Bauten Mies van der Rohes in Europa gezählt und gilt als ein Meilenstein der modernen Architektur. Sie wird als eine der Architekturikonen der Moderne bewertet wie Le Corbusiers Villa Savoye, Frank Lloyd Wrights Haus Robie und das Haus Schminke von Hans Scharoun.

## Topografie

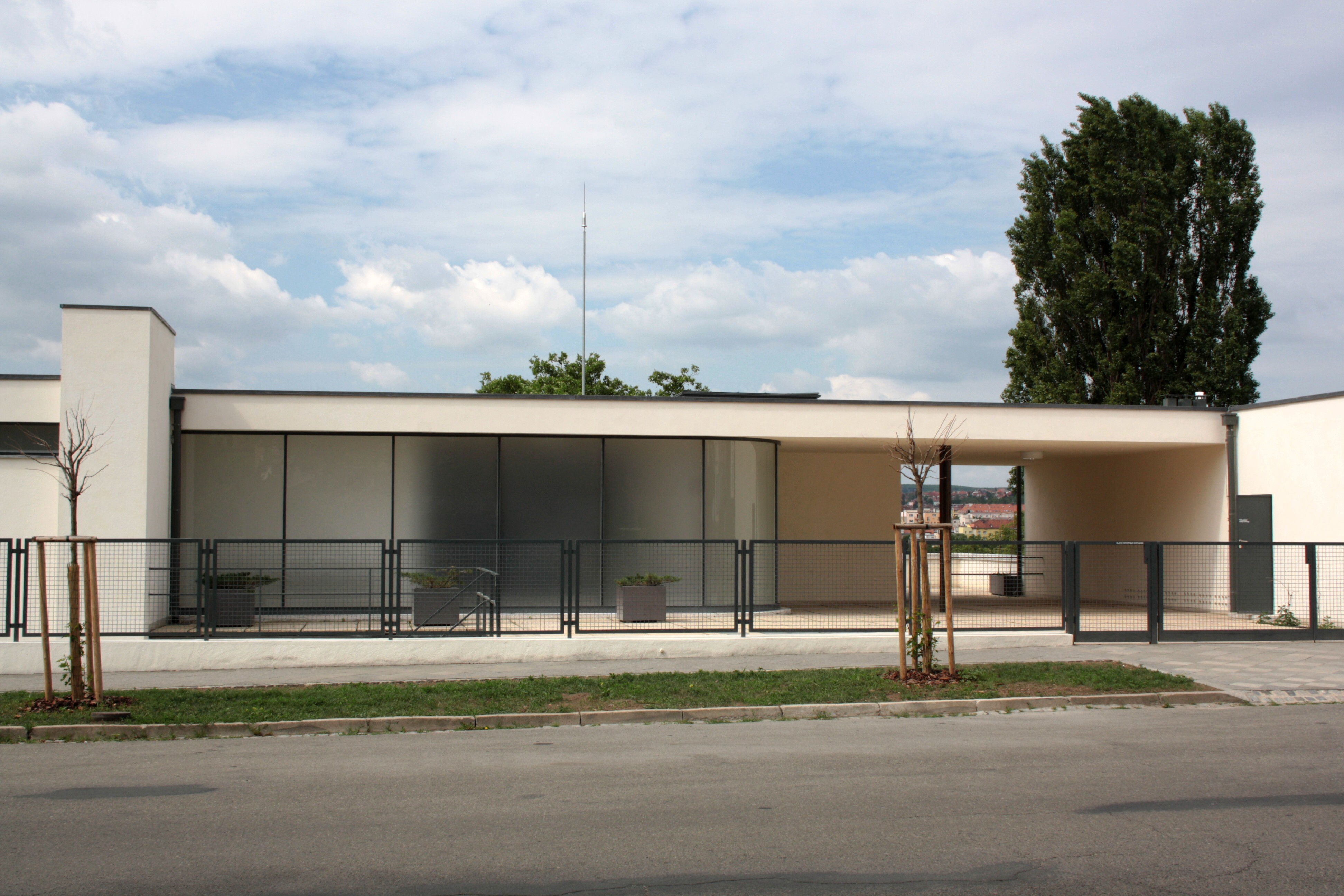
Straßenseite

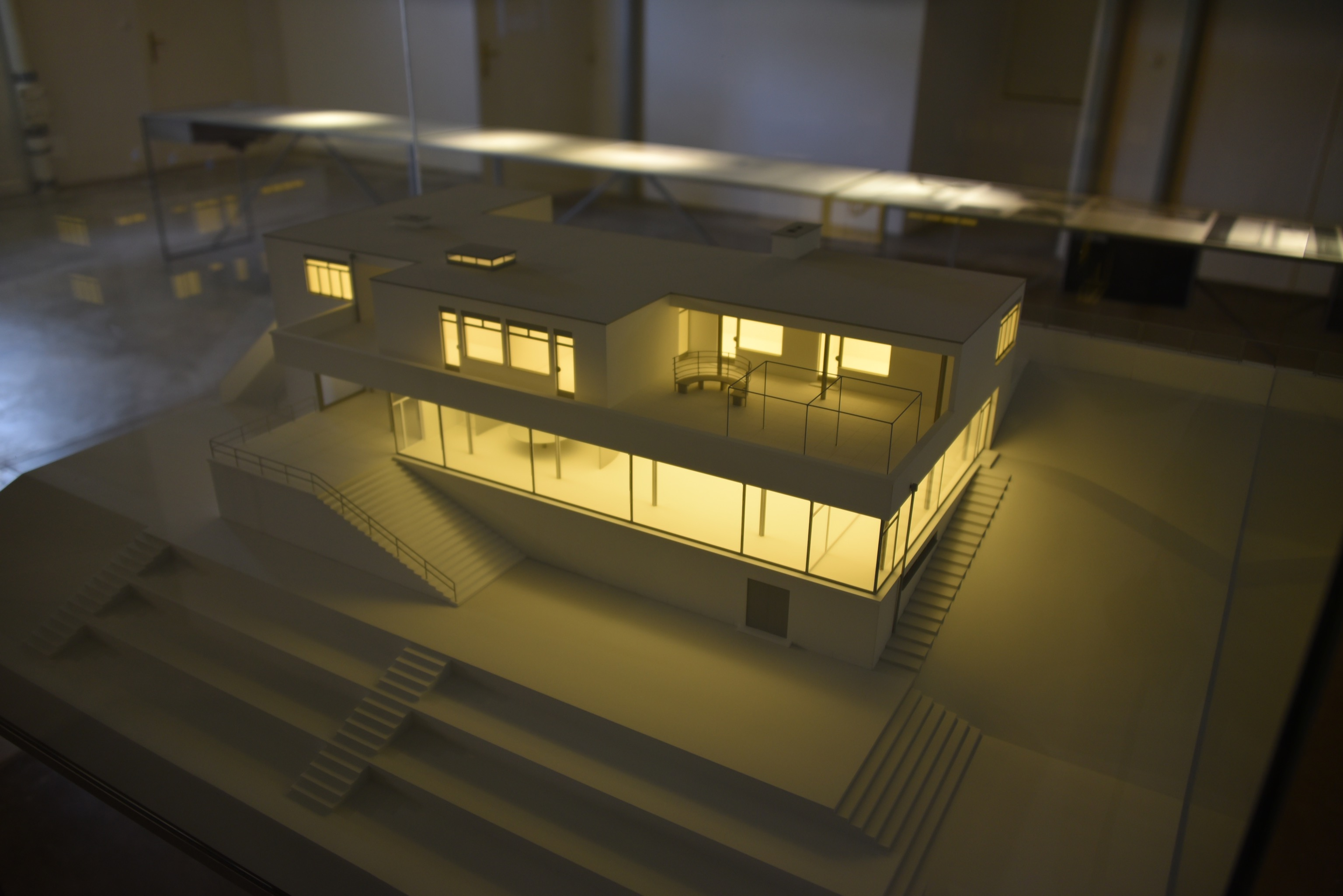
Modell

Die Villa liegt quer zu einem Hang auf dem Schwarzfeld (Černá pole) im Nordosten von Brünn (Adresse: Černopolní Nr. 45). Zur Straße hin zeigt sich das Haus als unspektakulärer, eingeschossiger Pavillon, während es sich zur steil abfallenden Gartenseite mit einer riesigen Fensterfront öffnet. Zwei Fensterelemente auf dieser Seite lassen sich ganz versenken. Markisen schützen bei Bedarf vor zu viel Sonneneinstrahlung.
Das 2000 m² umfassende Grundstück bietet durch die Hanglage und die talwärtige Ausrichtung des Gebäudes nach Südwesten einen panoramahaften Ausblick auf die Brünner Altstadt. Es ist nur ein Teilstück des größeren parkähnlichen Gartens der darunterliegenden Villa Löw-Beer (erbaut 1903–1904). Grete Tugendhat war die Tochter des Textilfabrikanten Alfred Löw-Beer.
Durch das Anlegen von seitlichen Hofflächen, die aus dem Hang geschnitten wurden, gelang es Mies, das Haus zu rahmen und fest am Berg zu verankern. Die Terrassenlandschaften dramatisieren dabei den natürlichen Abhang architektonisch.
Die weiten Terrassen im oberen Geschoss, die Auskragungen des Daches und die vorgezogene Treppe zum Garten scheinen das langgestreckte Haus förmlich in die Landschaft hineinstoßen zu lassen. Im Wohnbereich des Untergeschosses öffnet sich der Raum über großflächige, über die Ecke verglaste Außenwände nach Süden und Osten. Der erhöhte Standpunkt bedingt dabei eine rahmende Fokussierung des Blickfeldes, verstärkt durch die Rahmenelemente der raumhohen Glasscheiben und die jeweils flankierenden Stützen, wodurch eine Distanzierung des Gebäudes vom Landschaftsbild erreicht wird. Das vor den Fensterflächen verlaufende Geländer war im ursprünglichen Plan nicht vorgesehen, wurde aber noch in den 30er Jahren hinzugefügt. Die indirekte Anbindung an den Garten erfolgt sukzessive über eine dem Essbereich vorgelagerte Terrasse mit Garten-Treppenanlage.

## Komposition, Grundriss und Funktion

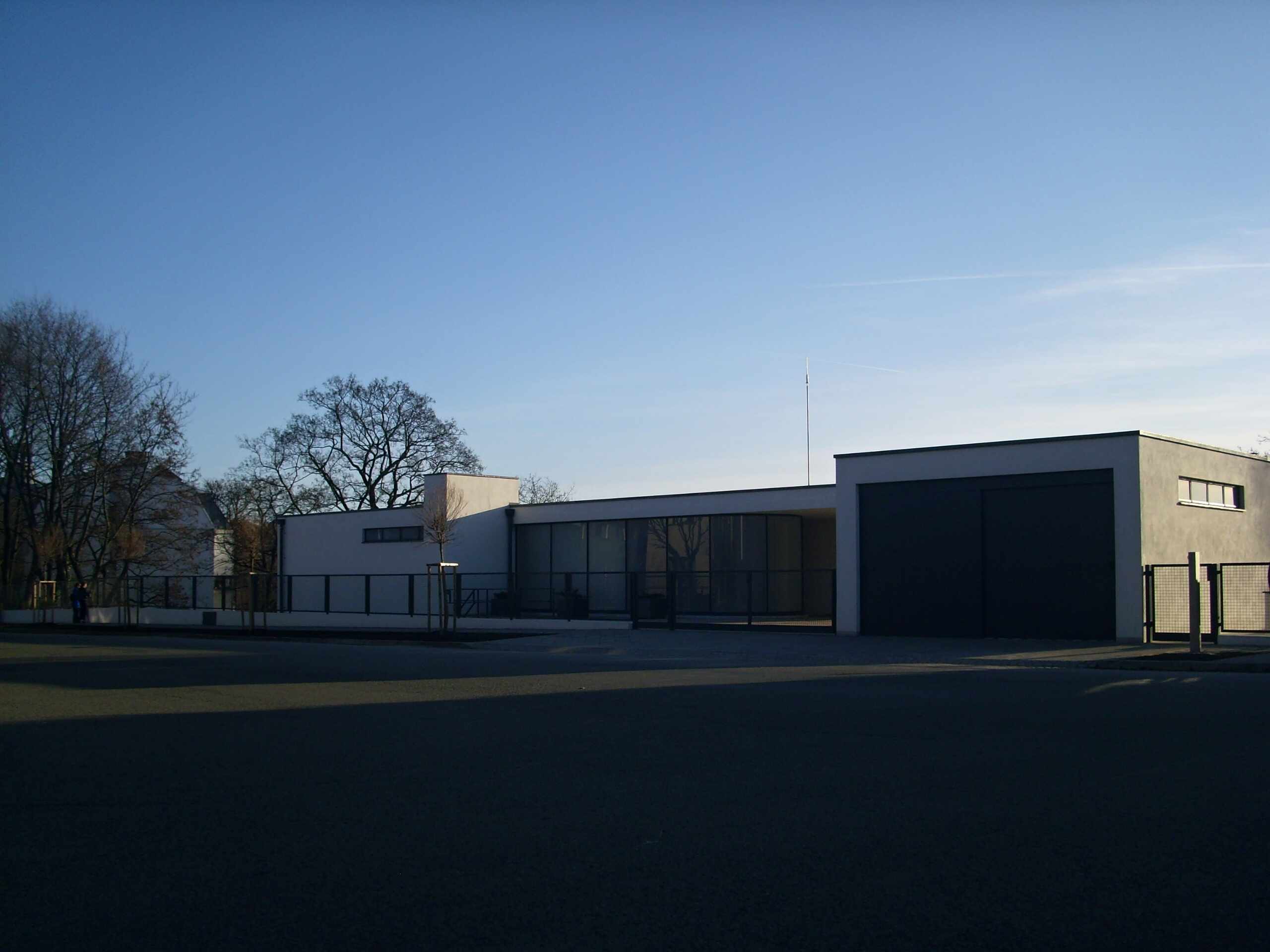
Eingang zur ersten Etage links (Familienräume). Die Türe rechts führt zur Garage.

Der Hangbau wurde als dreigeschossige Stahlskelettkonstruktion entworfen, was zu dieser Zeit ein Novum im Wohnungsbau war. Durch die Raumkomposition von unverbundenen, rechtwinkligen Mauerscheiben und einem davon freigelösten Tragsystem konnte der Bauherr seine Raumbezüge und Funktionen (zumindest im Rahmen der vorgegebenen Stützenstellung) selbst festlegen. Der offene Grundriss ermöglichte dabei einen freien Raumfluss und ähnelt dabei dem im gleichen Jahr entworfenen Barcelona-Pavillon. Konstruktion und Wand wurden dabei strikt voneinander getrennt und sollten einen „frei“ einteilbaren Grundriss ermöglichen, wenngleich das Raumprogramm mit dem Wartefoyer für Besucher, der Abgrenzung der Wirtschaftsräume wie auch dem Trakt für die Bediensteten formal einen Zustand der großbürgerlichen Ideale und Umgangsformen des 19. Jahrhunderts darstellt.
Der Baukörper trennt private und eher öffentliche Wohnbereiche durch unterschiedliche Raumausbildungen wie auch durch die geschossweise Anordnung in Etagen. Die Schlafräume sowie die Bäder ordnen sich im oberen Eingangs-Geschoss an. Mit einer zellenartigen, geschlossenen Struktur sind diese Räume Rückzugsorte für die Hausbewohner und schließen sich zum Eingangsbereich, der durch die starke Hanglage ebenfalls im Obergeschoss liegt, ab. Über eine Wendeltreppe auf der Zugangsebene gelangt man in den Hauptraum, einen großen, offenen Wohnbereich (zusammen mit Wintergarten eine Fläche von rund 280 Quadratmetern), der sich zu zwei Seiten durch raumhohe Glasscheiben komplett zum Außenraum hin öffnet, etwa zwei Drittel des Untergeschosses ausfüllt und nur durch eine Glastür gegen Zugluft und Geräusche von oben abgeschirmt wird. Der Wohnraum, dessen Dimensionen von keiner Stelle des Raumes vollständig erfassbar sind, ist als großes, offenes, frei fließendes Areal angelegt. Die Wohnetage ist auf drei Seiten vom Boden bis zur Decke von Glasfenstern eingefasst und unterteilt in vier oder fünf verschiedene, kleinere Raumflächen durch Andeutung eines Wandschirmes, Vorhänge oder ein freistehendes Schrankelement (dem heutigen Raumteiler). Der Essbereich, der Arbeitsbereich, die Sitznischen und der Wohnbereich definieren sich lediglich durch die frei im Raum stehenden Elemente (Raum-im-Raum-Effekt).
Die großzügige Verglasung integriert dabei den Außenraum mit seinen Bäumen und Rasenflächen zu einer Art landschaftlichen Tapete, die hier als visuelle Begrenzung des Innenraumes wahrgenommen wird. Beim Versenken der fast fünf Meter langen Glaselemente kommt es dann zu einer vollständigen Verschmelzung von Innen- und Außenbereich. Aus diesem Grunde verwendete Mies im Innenbereich nur blasse und gedämpfte Farbtöne (Marmor, Holz, Seide, Leder) bzw. Weiß und Schwarz mit ihren verschiedenen Nuancen, um den sich ständig wandelnden Farben der Natur entgegenzuarbeiten.

## Materialien, Details und Möblierung
Auch das Zusammenspiel verschiedener edler Materialien sowie die hochwertige Ausführung der Details verleiht dem Haus seinen besonderen Ausdruck. Wie beim Barcelona-Pavillon bilden kreuzförmige, in regelmäßigen Abständen angeordnete und mit verchromtem Blech verkleidete Stahlstützen das konstruktive System. Die freistehende Wand aus kostbarem Onyxmarmor hat hingegen keine statische Funktion, sondern dient der Abtrennung des Arbeits- und Lesebereiches vom Wohnbereich.
Beim Onyx der Wand handelt es sich um einen aus Marokko stammenden, sogenannten 'Unechten Onyx'. Die Farbigkeit geht von milchig-weiß geädert über orange bis orange-rot. Der Stein ist durchscheinend und schillert beim Auftreffen der Sonnenstrahlen – dieser ungeplante Effekt soll Mies van der Rohe bei einem Besuch der im Bau befindlichen Villa sehr erfreut haben. Das Furnier der hölzernen Schirm-Verkleidung des Essbereiches wurde aus Makassar-Ebenholz gefertigt. Dieses harte, schwere Tropenholz hat mit seiner rotbraunen Grundfarbe und breiten, fast schwarzen Adern eine sehr tiefe, ruhige Zeichnung. Die raumhohen Türen, ein Großteil der Einbaumöbel (Schränke, Regale) und Schreibtische wurden aus Palisander, einem kostbaren, dunkel-rötlich-braunen Hartholz hergestellt; einige Fußböden, Treppen und Fensterbänke aus Travertin. Die Vorhänge sind aus schwarzer und beigefarbener Schantungseide.
Der Fußboden des Hauptraumes wurde mit elfenbeinweißem Linoleum ausgelegt, der Wohnbereich durch einen quadratischen, berberartigen Teppich aus Naturwolle, gefertigt von der Lübecker Werkstatt Alen Müller-Hellwigs, begrenzt. Eine auf einem Sockel platzierte Büste von Wilhelm Lehmbruck diente dabei als inszenierter Blickpunkt. Diese Plastik wurde von der Familie zurückgekauft und befindet sich heute in England.
Der Wohnbereich des Hauptraumes wurde mit zwei Barcelona-Sesseln, einem Barcelona-Hocker sowie zwei für den Bau entworfenen, freischwingenden Flachstahlsesseln und einer formal einfachen, weiß lackierten Holzbank möbliert. Ein weiterer Klassiker hat hier seinen Ursprung: ein Glastisch mit verchromtem, kreuzförmigen Gestell aus Flachstahl und aufliegender quadratischer Glasplatte. Die halbrunde Trennwand aus Makassar-Holz galt seit 1940 als verschwunden und wurde in den 1980er Jahren rekonstruiert – im Jahr 2011 wurden die originalen Furnierplatten in der Mensa der Universität Brünn wiederentdeckt. Sie dienten hier in einem ehemaligen deutschen Offizierskasino als Wandverkleidung. Inzwischen wurde die Wand ein zweites Mal rekonstruiert, diesmal unter Verwendung der Originalplatten.

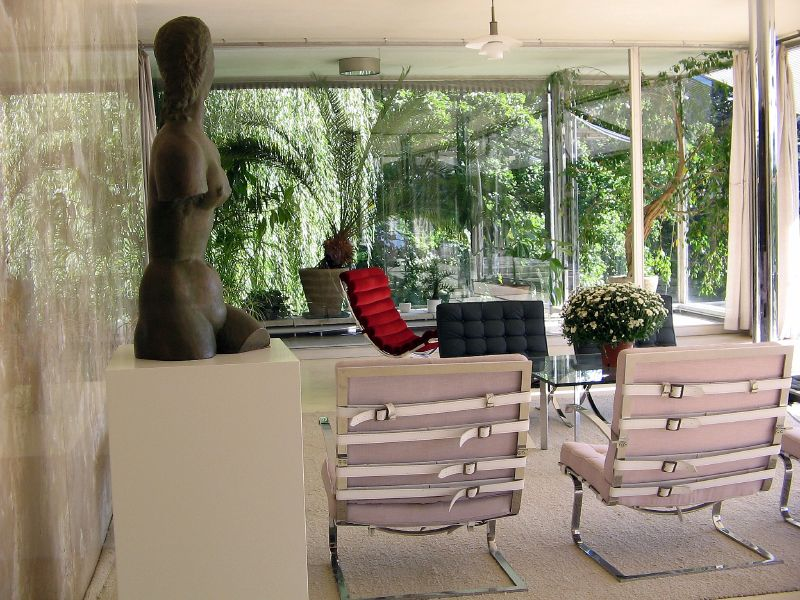
Vorderer Wohnraum, in dem ehemals die Plastik von Wilhelm Lehmbruck vor der Onyxwand zu sehen war
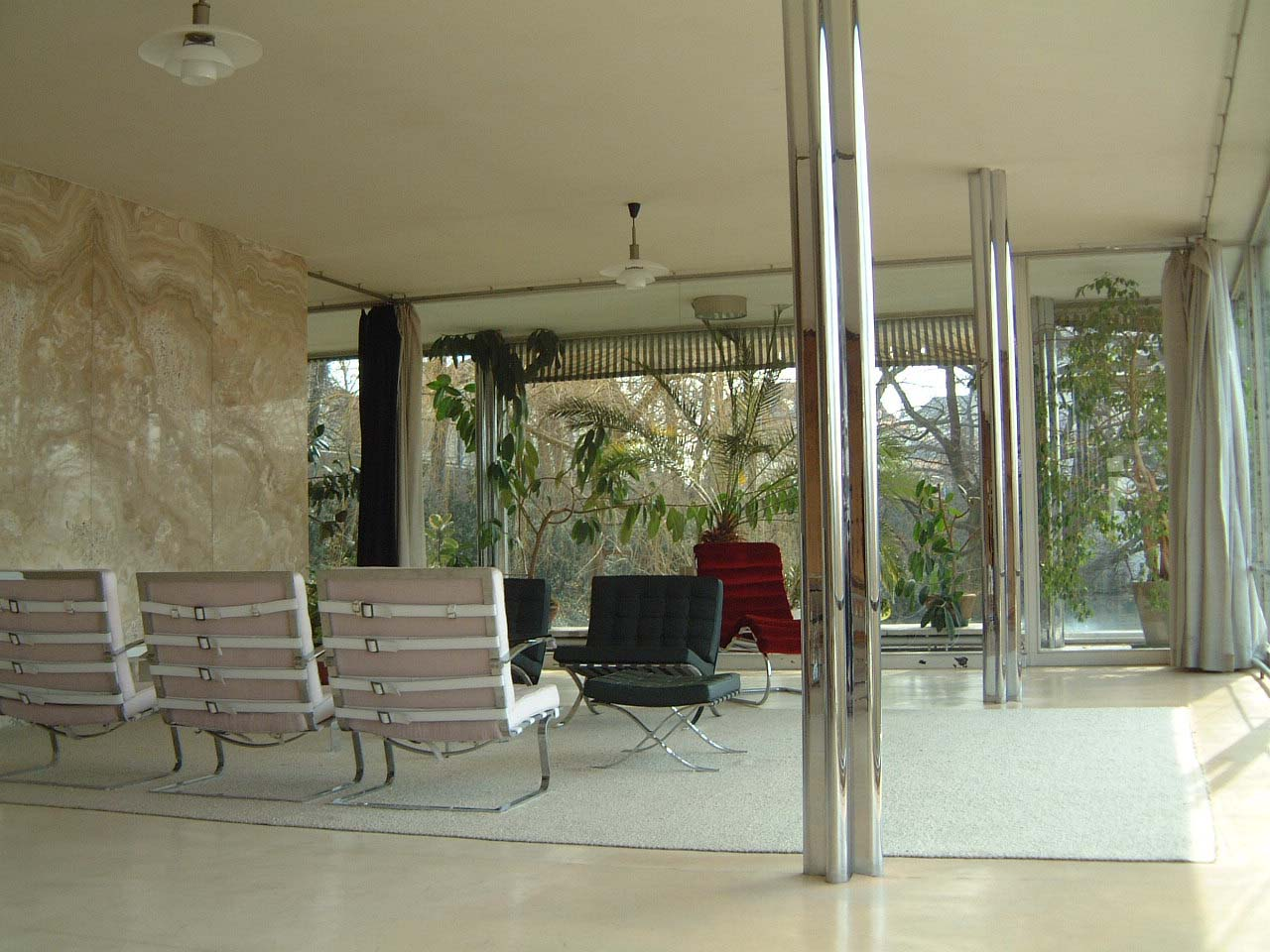
Wohnzimmer mit Onyxwand
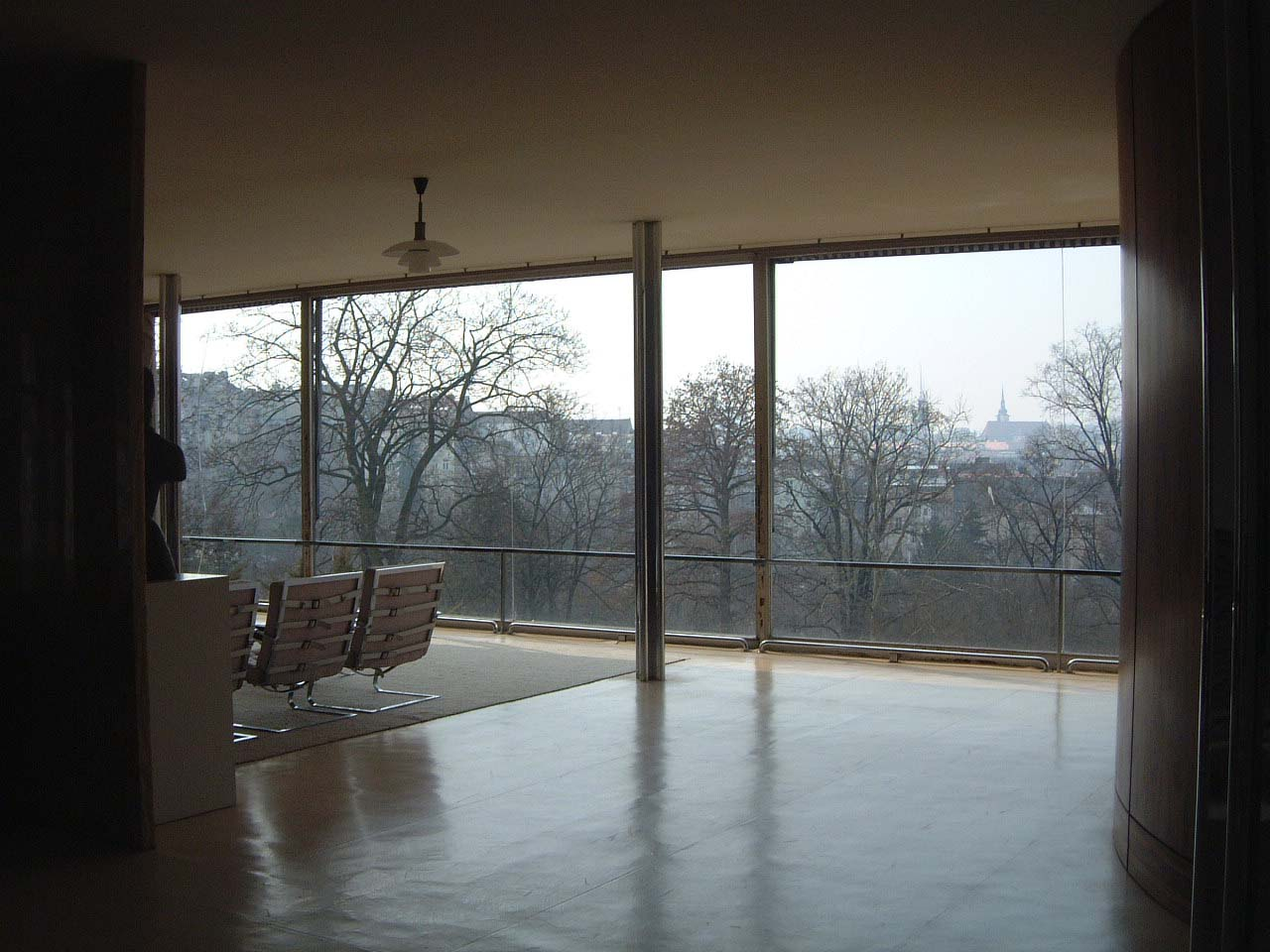
Wohnzimmer, Blick auf die Stadt, links die Onyxwand
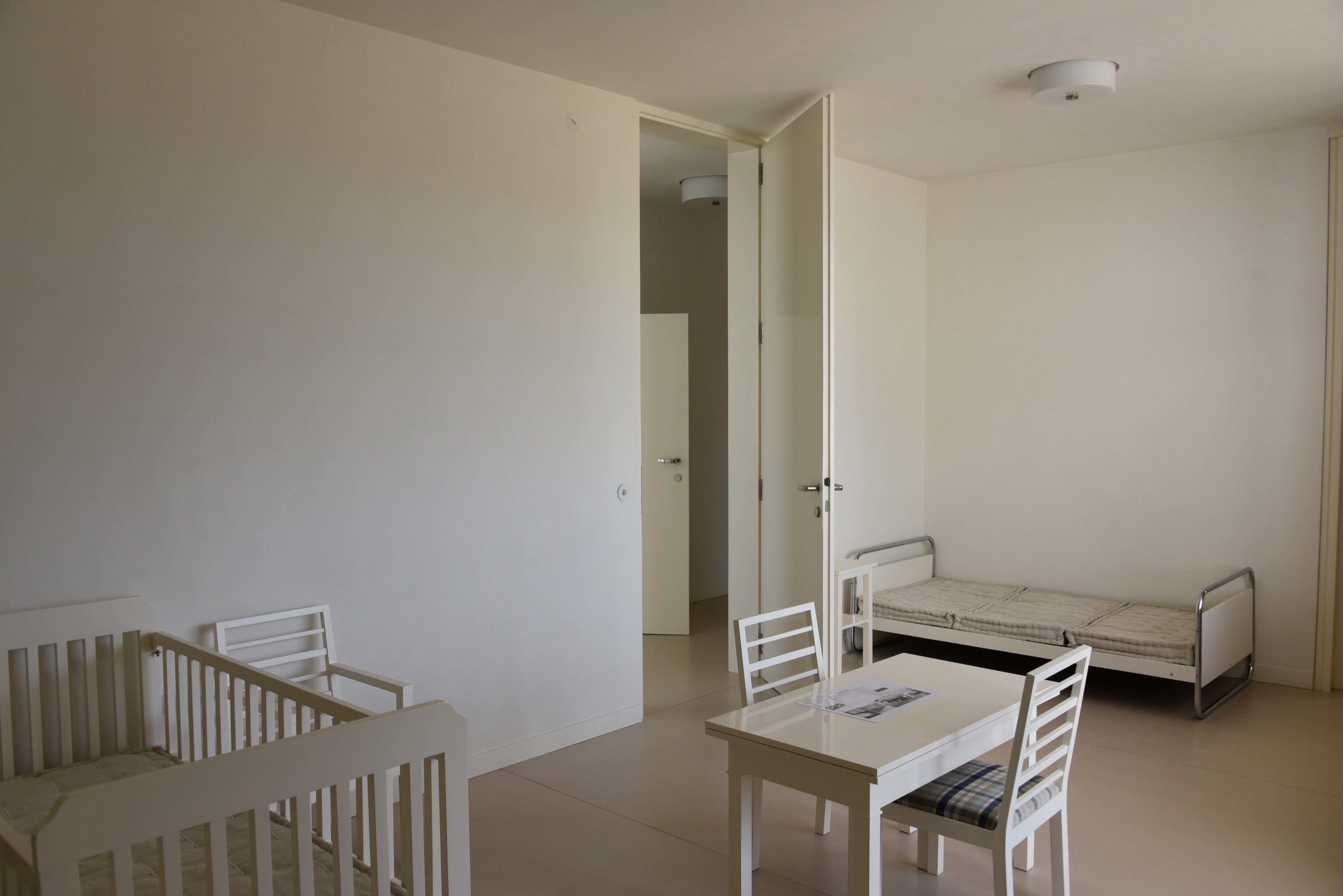
Kinderzimmer
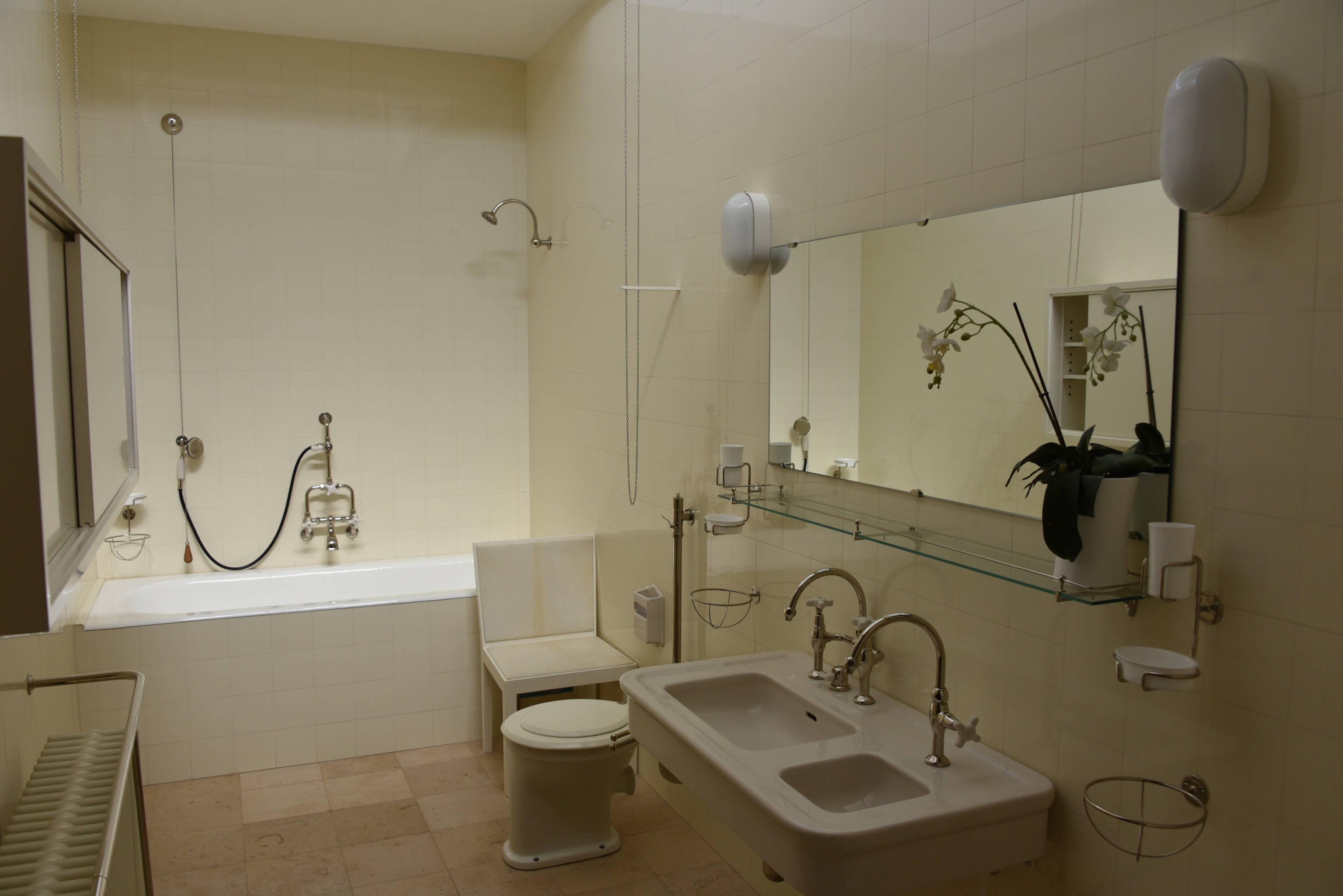
Badezimmer
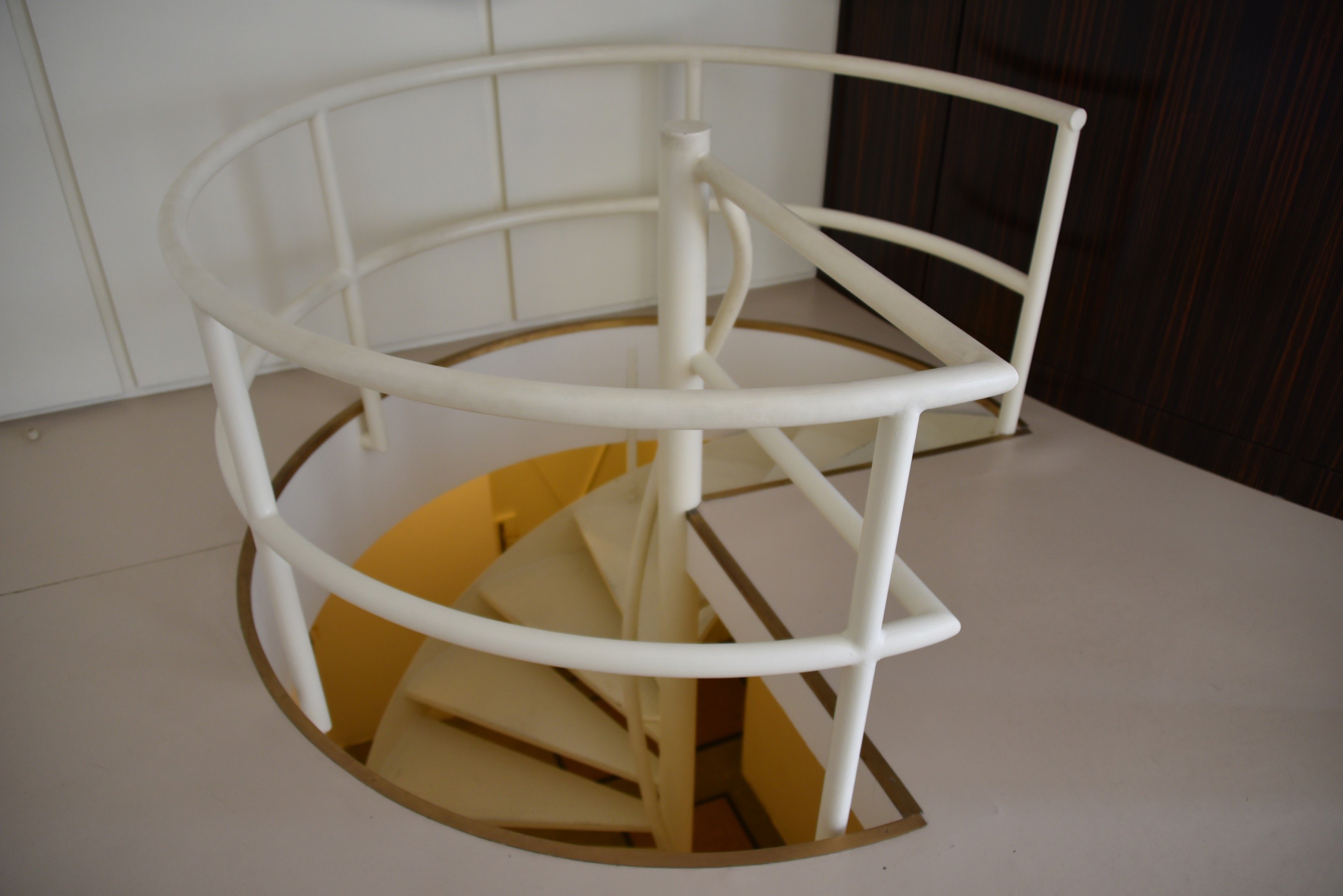
Wendeltreppe
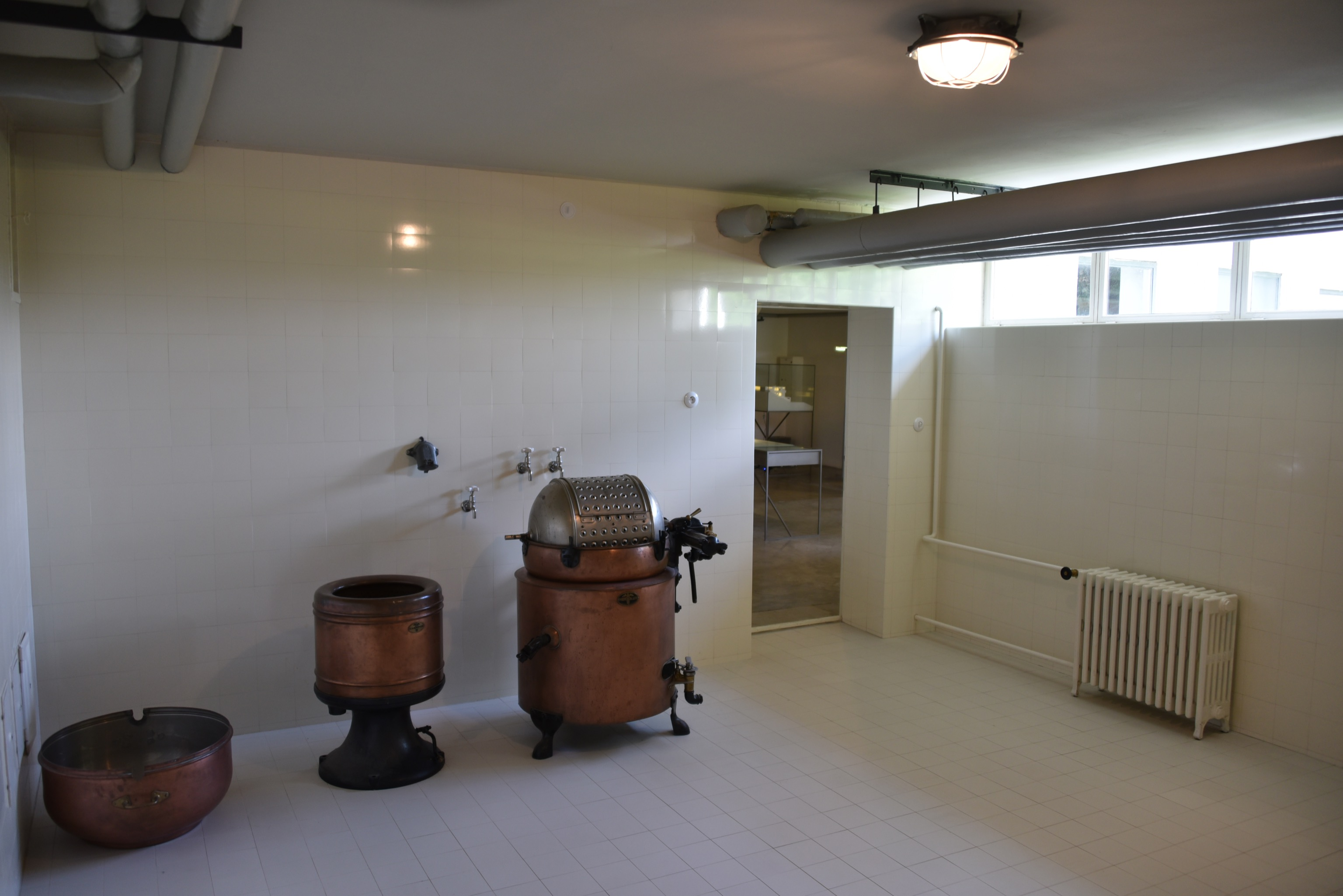
Waschküche

## Geschichte
Das Haus wurde von dem Brünner Textilindustriellen Fritz Tugendhat (1895–1958) und seiner Frau Grete (1903–1970) bei Ludwig Mies van der Rohe in Auftrag gegeben. Grete Tugendhat, geborene Löw-Beer, hatte das große Grundstück anlässlich ihrer Hochzeit 1928 von ihren Eltern geschenkt erhalten, der Brünner Industriellenfamilie Löw-Beer. Grete Tugendhat lernte den bereits berühmten Architekten in Berlin kennen. Ende Dezember 1928 legte Mies van der Rohe dem Ehepaar die ersten Entwürfe vor.
„Ich habe mir immer ein geräumiges, modernes Haus mit klaren einfachen Formen gewünscht. Und mein Mann war geradezu entsetzt von Zimmern, die bis an die Decke mit Figürchen und Zierdecken vollgestopft waren“, begründete Grete Tugendhat später die Architektenwahl. Allerdings hätte ihr ein kleineres Haus ausgereicht.
„Es war der seltene Fall einer völligen Übereinstimmung zwischen Bauherrn und dem Architekten“, so die Tochter des Bauherrn, die in Wien lebende Kunsthistorikerin Daniela Hammer-Tugendhat. Die Kosten des mit 1.250 Quadratmetern Nutzfläche riesigen Hauses waren enorm. Allein für den Preis der Onyx-Wand hätte man damals ein ganzes Einfamilienhaus errichten können. Die Gesamtkosten für den Bau der Villa beliefen sich auf 5 Millionen Kronen. Die technischen Einrichtungen waren auf dem damaligen höchsten Entwicklungsstand und konnten nur mit den technischen Einrichtungen der ebenfalls im Jahr 1930 fertiggestellten 300 Millionen Kronen teuren Villa Otto Petschek in Prag verglichen werden.
Nach der Abtretungserklärung vom 21. September 1938 wurden die überwiegend von Deutschen besiedelten Grenzgebiete der Tschechoslowakei – vor allem das Sudetenland – vom Deutschen Reich annektiert. Obwohl Brünn noch bis März 1939 zum freien verkleinerten tschechoslowakischen Staat gehörte, trafen die jüdischen Familien Löw-Beer und Tugendhat Ende 1938 die für ihr Überleben wichtige Entscheidung, die Tschechoslowakei zu verlassen, da der Aufenthalt dort für sie gefährlich wurde. Sie gingen zunächst in die Schweiz und dann nach Venezuela. 1939 wurde Brünn vom NS-Regime besetzt und gehörte bis 1945 zum Reichsprotektorat Böhmen und Mähren. Alfred Löw-Beer, der als einziger im Protektorat blieb, kam noch im Jahr 1939 unter ungeklärten Umständen ums Leben.
Am 4. Oktober 1939 wurde die Villa Tugendhat für den Bedarf der Gestapo formell beschlagnahmt und 1942 als Besitz des Großdeutschen Reiches eingetragen. Sie wurde vom Direktor einer Außenstelle der Klöckner-Werke Walter Messerschmidt genutzt und diente mit Einbau massiver Zwischenwände als Konstruktionsbüro der Flugmotorenwerke Ostmark.
Nach der Befreiung der Tschechoslowakei 1945 wurde das Gebäude von der Roten Armee genutzt. Tschechische Behörden verwandelten das leerstehende und leicht beschädigte Haus danach in die orthopädische Abteilung des benachbarten Kinderkrankenhauses. Das Wohnzimmer wurde eine Turnhalle, es wurden Turngeräte entlang der Wände montiert.
In den 1960er Jahren begann sich ein Teil der Brünner Kulturszene für eine würdigere Nutzung dieses außergewöhnlichen Baudenkmales einzusetzen, insbesondere für seine Öffnung für Besucher. Auf dasselbe Ziel richtete sich auch eine nachdrückliche Initiative des Architekten František Kalivoda, der Ende der 1960er Jahre eine denkmalpflegerische Wiederherstellung der Villa durchzusetzen versuchte. Seine Bemühungen wurden erst in der ersten Hälfte der 1980er Jahre teilweise erfüllt, als das Bauwerk wieder als Repräsentationsraum in Betrieb genommen wurde. Nach der damals erfolgten Rekonstruktion waren allerdings viele Originalteile verloren: Fast alle Holzeinbauten wurden erneuert und sämtliche Möbel ersetzt; die Bäder sind fast gänzlich nicht im Originalzustand. Obwohl viele Persönlichkeiten der Brünner Kultur eine Nutzungsänderung der Villa gleich nach dem November 1989 forderten, gelang dies teilweise erst 1994.
1992 fand in der Villa Tugendhat das Gipfeltreffen zwischen Václav Klaus und Vladimír Mečiar statt, bei dem der Vertrag über die Teilung der Tschechoslowakei unterzeichnet wurde. Durch einen Beschluss des Brünner Stadtrates wurde die Villa dem Museum der Stadt Brünn zur Nutzung übergeben und seit dem 1. Juli 1994 als Denkmal der modernen Architektur in Brünn der Öffentlichkeit zugänglich gemacht. Wegen seines außerordentlichen künstlerischen Wertes wurde das Haus Tugendhat im August 1995 zu einem Nationalen Kulturdenkmal erklärt. Anstrengungen, das Haus den rechtmäßigen Eigentümern zurückzuerstatten, wurden nicht unternommen.
Die Villa Tugendhat wurde 2001 in die UNESCO-Welterbeliste als Denkmal moderner Architektur aufgenommen. Die Erben beantragten 2007 die Wiederherstellung des Gebäudes. 2010 stellte die Stadt Brünn 6 Millionen Euro für die Restaurierung zur Verfügung. Nach Abschluss der Restaurierungsarbeiten wurde die Villa am 6. März 2012 der Öffentlichkeit zugänglich gemacht.
Am 9. März 2001 wurde ein Asteroid des äußeren Hauptgürtels nach der Villa benannt: (8343) Tugendhat.
Für den Horrorfilm Hannibal Rising – Wie alles begann (2007) wurde die Villa Tugendhat für einige Szenen als Drehort benutzt.
Am 30. Mai 2013 hatte der Dokumentarfilm Haus Tugendhat seine Kinopremiere in Deutschland.

## Ausstellungen
- Im Brennpunkt der Moderne – Mies van der Rohes Haus Tugendhat. Zentralinstitut für Kunstgeschichte, München, 2. Oktober 1998 – 30. Dezember 1998.[14]
- Das Haus Tugendhat. Architektur im Ringturm, Wien, Zentralgebäude der Wiener Städtischen Versicherung, heute Vienna Insurance Group, 26. Mai – 16. Juli 1999.[15]
- Sonderausstellung Villa Tugendhat in der Wiener Planungswerkstatt der Stadt Wien, 25. April – 20. Mai 2005.[16]
- Home Stories. 100 Jahre, 20 visionäre Interieurs. (Beteiligung) Vitra Design Museum, Weil am Rhein, 8. Februar 2020 – 23. August 2020.[17]

## Filme
- Streit um ein Weltkulturerbe. Mies van der Rohes „Villa Tugendhat“ in Brünn. Fernseh-Reportage, Deutschland, 2007, ca. 7 Min., Produktion: WDR, Reihe: ttt – titel thesen temperamente, Erstsendung: 22. April 2007, 23:00 h, Inhaltsangabe von ttt, (Memento vom 27. September 2007 im Internet Archive).
- Das Haus Tugendhat. Leben im Kunstwerk. Dokumentarfilm, Deutschland, 2011, 15 Min., Buch und Regie: Christina Brecht-Benze, Produktion: SWR, Reihe: Schätze der Welt, Folge 288, Inhaltsangabe und online-Video von SWR.
- Haus Tugendhat. Dokumentarfilm, Deutschland, 2013, 116 Min., Buch und Regie: Dieter Reifarth, Kinostart: 30. Mai 2013, Filmseite, Vorschau, 1:41 Min.